# South Beach Social Club
South Beach Social Club es el tercer EP de la cantante estadounidense Kat Dahlia y el primero en colaboración con el rapero Salaam Remi. Fue publicado el 4 de mayo de 2018 por el sello Louder Than Life Records.

## Lista de canciones
1. Sunny Daze - 2:47
2. Bambina - 4:01
3. My Chateau - 3:06
4. MouthTrumpet - 3:54